# Xoridesopus excultus
Xoridesopus excultus là một loài tò vò trong họ Ichneumonidae.